# Dominik Nagy
Dominik Adrián Nagy (Bóly, 8 maggio 1995) è un calciatore ungherese, centrocampista del Nyíregyháza.

## Caratteristiche tecniche
Ala duttile dotato di buona tecnica e controllo della palla, all'occorrenza può ricoprire il ruolo di trequartista.

## Carriera

### Club
Cresciuto nel Bóly squadra della sua città, nel 2004 all'età di nove anni si trasferisce al Pecs facendo l'intera trafila nel settore giovanile ed arrivando in prima squadra nella stagione 2011-12 riuscendo ad esordire il 12 maggio 2012 contro la capolista Debrecen valida per la terz'ultima giornata di campionato, subentrando al 78' minuto a Csaba Regedei. La stagione successiva per fargli accumulare maggiore minutaggio viene mandato in prestito al Kozármisleny squadra della seconda divisione chiudendo l'esperienza con 13 presenze e un gol. Tornato al Pecs viene acquistato a titolo definitivo dal Ferencváros firmando un contratto quinquennale. Nelle prime stagioni si alterna vista la giovane età tra prima e seconda quadra ben figurando in entrambe le squadre facendo segnare ottime prestazioni attirando l'interesse nazionale e non su di lui. Nel corso delle stagioni Nagy riesce a vincere tutto al livello nazionale tra campionato, coppe nazionali e di lega e supercoppa, fornendo prestazioni di alta intensità. Il 7 gennaio 2017 viene acquistato dai polacchi del Legia Varsavia firmando anche in questo caso un contratto quinquennale. Esordisce il 12 marzo contro il Wisła Cracovia, segnando la prima rete il 22 aprile nella vittoria trasferta di Cracovia vinta 2-1, chiudendo il campionato con 12 presenze e 4 reti riuscendo a vincere il campionato. l'annata successiva lo vede nuovamente ai vertici del Legia, ma una serie di prestazioni sottotono e atteggiamenti extracalcistici l'allenatore Romeo Jozak lo retrocede nella squadra riserve, militanti nella terza serie polacca. Così Il primo febbraio 2018 dopo un forte interesse della Fiorentina torna al Ferencváros in prestito per fargli accumulare maggiore minutaggio e forma fisica, al termine della stagione dopo 13 presenze e zero reti tra alti e bassi torna al Legia. Il suo ritorno viene aspramente criticato dai tifosi, sopra tutto dopo l'eliminazione per mano dei lussemburghesi del Dudelange contestandogli lo scarso impegno, cause che lo porteranno nuovamente nella squadra riserve. Nel corso della stagione ritrova lentamente la forma fisica e nuovamente torna ad essere protagonista, giocando il resto dell'annata da titolare. Il campionato 2019-20 lo vede alternarsi tra Legia con cui gioca la prima parte di stagione, e Panathīnaïkos dove arriva nel mercato . L'esperienza in Grecia è tormentata da vari infortuni, mettendo insieme solamente 9 presenze in campionato ed un solo gol, nella fattispecie arrivato solo all'ultima giornata contro il Volos. Rientrato nuovamente in Polonia subisce un nuovo infortunio che lo costringe a rimanere lontano dai campi da gioco per la nuova stagione 2020-21, così il 6 ottobre 2020 rescinde il contratto rimanendo svincolato. Il 20 gennaio 2021 firma un contratto fino al 31 dicembre 2022 con l'Honvéd, esordendo il 30 gennaio nella vittoria esterna giunta per 2-1 sul Fehérvár rilevando al 67'Norbert Balogh. Segna la sua prima rete l'11 aprile nella partita contro il Zalaegerszeg vinta 1-0 grazie alla sua marcatura. La stagione successiva gioca su buoni livelli, portando le marcature a sette. Nella stagione 2022/23 rimane lontano dai piano del club rimanendo fuori dalla lista dei giocatori validi. Così a gennaio 2023 passa al Mezőkövesd fino al termine del campionato. Mai entrato del tutto nel gioco della squadra giallo celeste anche a causa di una forma e condizione non ottimale, parte titolare solo in tre occasioni, giocando 90' minuti in una sola occasione contro il Puskás Akadémia. A fine stagione cambia squadra scendendo di categoria e firmando col Nyíregyháza. All'esordio in occasione della prima giornata di campionato segna subito aiutando la squadra a vincere 2-0 contro il Siófok.

### Nazionale
Inizia la trafila con la nazionale del proprio paese con l'Under-17, giocando alcuni match di qualificazione all'europeo tra il 2011 e 2012. Successivamente ha fatto parte dell'Under-19 rappresentando l'Ungheria al campionato Europeo di categoria giocato in Germania nel 2014, sempre nello stesso anno viene scelto nella lista dei giocatori che prenderanno parte al Campionato mondiale Under-20 FIFA. Nel 2016 viene convocato dall'Under-21 con cui gioca due partite riuscendo a segnare un gol valevole per la qualificazione all'Europeo Under-21. Nel novembre dello stesso anno dopo le ottime prestazioni fornite il ct Bernd Storck lo convoca in nazionale maggiore, facendolo esordire nel match interno contro la Svezia perso 2-0 subentrando al 78' minuto a Gergő Lovrencsics. Segna la sua prima rete il 15 ottobre 2018 nel 3-3 contro l'Estonia.

## Statistiche

### Presenze e reti nei club
Statistiche aggiornate al 29 luglio 2022
| Stagione              | Squadra               | Campionato            | Campionato | Campionato | Coppa nazionale | Coppa nazionale | Coppa nazionale | Coppe continentali | Coppe continentali | Coppe continentali | Altre coppe | Altre coppe | Altre coppe | Totale | Totale |
| Stagione              | Squadra               | Comp                  | Pres       | Reti       | Comp            | Pres            | Reti            | Comp               | Pres               | Reti               | Comp        | Pres        | Reti        | Pres   | Reti   |
| --------------------- | --------------------- | --------------------- | ---------- | ---------- | --------------- | --------------- | --------------- | ------------------ | ------------------ | ------------------ | ----------- | ----------- | ----------- | ------ | ------ |
| 2011-2012             | Pécs II               | NBIII                 | 9          | 3          | MK              | 0               | 0               | -                  | -                  | -                  | -           | -           | -           | 9      | 3      |
| 2011-2012             | Pécs                  | NBI                   | 2          | 0          | MK+MLK          | 0+0             | 0+0             | -                  | -                  | -                  | -           | -           | -           | 2      | 0      |
| 2012-gen. 2013        | Pécs                  | NBI                   | 1          | 0          | MK+MLK          | 1+5             | 0+0             | -                  | -                  | -                  | -           | -           | -           | 7      | 0      |
| Totale Pécs           | Totale Pécs           | Totale Pécs           | 3          | 0          |                 | 6               | 0               |                    | -                  | -                  |             | -           | -           | 9      | 0      |
| gen.-giu. 2013        | Kozármisleny          | NBII                  | 13         | 1          | MK+MLK          | -               | -               | -                  | -                  | -                  | -           | -           | -           | 13     | 1      |
| 2013-2014             | Ferencváros II        | NBIII                 | 20         | 7          | -               | -               | -               | -                  | -                  | -                  | -           | -           | -           | 20     | 7      |
| 2014-2015             | Ferencváros II        | NBIII                 | 0          | 0          | -               | -               | -               | -                  | -                  | -                  | -           | -           | -           | 0      | 0      |
| 2015-2016             | Ferencváros II        | NBIII                 | 16         | 7          | -               | -               | -               | -                  | -                  | -                  | -           | -           | -           | 16     | 7      |
| Totale Ferencváros II | Totale Ferencváros II | Totale Ferencváros II | 36         | 14         |                 | -               | -               |                    | -                  | -                  |             | -           | -           | 36     | 14     |
| 2013-2014             | Ferencváros           | NBI                   | 0          | 0          | MK+MLK          | 0+1             | 0+0             | -                  | -                  | -                  |             | -           | -           | 1      | 0      |
| 2014-2015             | Ferencváros           | NBI                   | 10         | 1          | MK+MLK          | 2+8             | 1+3             | UEL                | 0                  | 0                  | -           | -           | -           | 20     | 5      |
| 2015-2016             | Ferencváros           | NBI                   | 15         | 0          | MK              | 4               | 1               | UEL                | 11                 | 0                  | MS          | 1           | 0           | 31     | 1      |
| 2016-gen. 2017        | Ferencváros           | NBI                   | 18         | 1          | MK              | 1               | 0               | UCL                | 2                  | 0                  | -           | -           | -           | 21     | 1      |
| gen.-giu. 2017        | Legia Varsavia        | EK                    | 12         | 4          | PP              | -               | -               | UCL+UEL            | -+0                | -+0                | SP          | -           | -           | 12     | 4      |
| 2017-feb. 2018        | Legia Varsavia        | EK                    | 9          | 1          | PP              | 2               | 1               | UCL+UEL            | 3+2                | 1+0                | SP          | 1           | 0           | 17     | 3      |
| feb.-giu. 2018        | Ferencváros           | NBI                   | 13         | 0          | MK              | -               | -               | UEL                | -                  | -                  | -           | -           | -           | 13     | 0      |
| Totale Ferencváros    | Totale Ferencváros    | Totale Ferencváros    | 56         | 2          |                 | 16              | 5               |                    | 13                 | 0                  |             | 1           | 0           | 86     | 7      |
| 2018-2019             | Legia Varsavia        | EK                    | 30         | 5          | PP              | 3               | 0               | UCL+UEL            | 2+2                | 0                  | SP          | 1           | 0           | 38     | 5      |
| 2019-gen. 2020        | Legia Varsavia        | EK                    | 9          | 1          | PP              | 1               | 0               | UEL                | 7                  | 0                  | -           | -           | -           | 17     | 1      |
| gen.-lug. 2020        | Panathīnaïkos         | SL                    | 8+1        | 1          | KE              | 2               | 0               | -                  | -                  | -                  | -           | -           | -           | 11     | 1      |
| ago.-ott. 2020        | Legia Varsavia        | EK                    | 0          | 0          | PP              | 0               | 0               | UCL+UEL            | 0+0                | 0+0                | SP          | 0           | 0           | 0      | 0      |
| Totale Legia Varsavia | Totale Legia Varsavia | Totale Legia Varsavia | 60         | 11         |                 | 6               | 1               |                    | 16                 | 1                  |             | 2           | 0           | 84     | 13     |
| gen.-giu. 2021        | Honvéd                | NBI                   | 16         | 2          | MK              | 1               | 0               | UEL                | -                  | -                  | -           | -           | -           | 17     | 2      |
| 2021-2022             | Honvéd                | NBI                   | 23         | 7          | MK              | 4               | 0               | -                  | -                  | -                  | -           | -           | -           | 27     | 7      |
| 2022-gen. 2023        | Honvéd                | NBI                   | 0          | 0          | MK              | 0               | 0               | -                  | -                  | -                  | -           | -           | -           | 0      | 0      |
| Totale Honvéd         | Totale Honvéd         | Totale Honvéd         | 39         | 9          |                 | 5               | 0               |                    | -                  | -                  |             | -           | -           | 44     | 9      |
| gen.-giu. 2023        | Mezőkövesd-Zsóry      | NBI                   | 5          | 0          | MK              | 0               | 0               | -                  | -                  | -                  | -           | -           | -           | 5      | 0      |
| 2023-2024             | Nyíregyháza           | NBII                  | 8          | 5          | MK              | 0               | 0               | -                  | -                  | -                  | -           | -           | -           | 8      | 5      |
| Totale Honvéd         | Totale Honvéd         | Totale Honvéd         | 39         | 9          |                 | 5               | 0               |                    | -                  | -                  |             | -           | -           | 44     | 9      |
| Totale carriera       | Totale carriera       | Totale carriera       | 237+1      | 46         |                 | 35              | 6               |                    | 29                 | 1                  |             | 3           | 0           | 305    | 53     |

## Palmarès

### Club

#### Competizioni nazionali
- Campionato ungherese: 1

Ferencváros: 2015-2016
- Campionato polacco: 1

Legia Varsavia: 2016-2017
- Coppa d'Ungheria: 2

Ferencváros: 2014-2015, 2015-2016
- Coppa di Lega ungherese: 1

Ferencváros: 2014-2015
- Supercoppa d'Ungheria: 1

Ferencváros: 2015
- Nemzeti Bajnokság II: 1

Nyíregyháza: 2023-2024